# Паливно-енергетична сировина
Па́ливно-енергети́чна сировина́ (ПЕС) — паливно-енергетичні корисні копалини: нафта, природний газ, вугілля, торф, уран та ін. Відіграє важливу, якщо не ключову, роль у життєздатності будь-якої держави, так як з нею пов'язані практично всі галузі економіки (структуру використання ПЕС в Україні наведено у таблиці 1), а деякою мірою і політична та економічна незалежність.
Україна належить до числа держав світу, які мають запаси всіх видів ПЕС, але ступінь забезпеченості запасами, їх видобуток та використання далеко неоднакові і в сумі вони не дають необхідний рівень енергетичної безпеки (власними енергоресурсами Україна забезпечує себе приблизно на 47 %).

## Нафтаігаз

Рис. 1. Видобуток нафти у 1999 році, млн т

Рис. 2. Інтенсивність відпрацювання запасів в основних нафтовидобувних країнах Європи і Україні(% видобутку від запасів)

Рис. 3. Структура споживання первинної енергії в Україні у 1999 р.

Рис. 4. Виробництво електроенергії в Україні за видами енергоносіїв (млрд кВт/год.)

Запаси нафти і газоконденсату в Україні
Щодо запасів нафти з газоконденсатом Україна посідає третє місце в Європі (без Росії), поступаючись тільки Великій Британії та Норвегії, але рівень річного видобутку значно нижчий, ніж у багатьох інших країнах (рисунок 1, 2).
Причини цього:
- родовища, вироблені чи знаходяться на завершальній стадії розробки;
- невисокий коефіцієнт вилучення (нафтовіддачі, газовіддачі);
- морально та фізично застарілий фонд експлуатаційних установок;
- великі глибини залягання нафтогазоносних пластів;
- низький дебет видобувних свердловин (в 1999 р. середньорічний дебет однієї нафтової свердловини в Україні становив всього 1,14 тис. т, що на один-два порядки нижче, ніж в основних нафтовидобувних країнах Європи і нижче середньосвітового показника більш, ніж у три рази).

Майже такі ж проблеми з видобутком природного газу, роль якого у народному господарстві України особливо важлива: частка газу у первинному споживанні енергії — майже 43-45 % (рисунок 3), у два рази перевищує європейський (21 %) та світовий (25 %) рівні.
За обсягом споживання газу Україна посідає п'яте місце у світі. Внутрішні потреби у природному газі власним видобутком задовольняються на 20-25 %, у нафті з газоконденсатом — на 10-12 %.
Резерви для збільшення видобутку нафти і газу в Україні є
- залучення до розробки нових родовищ (із 261 родовища природного газу і 305 родовищ нафти з газоконденсатом експлуатуються відповідно 145 і 201);
- освоєння нових родовищ (у тому числі на шельфі Азовського та Чорного морів); близько 60 % початкових видобувних ресурсів ще не розвідано;
- підвищення вилучення нафти і газу шляхом направленого буріння у продуктивних горизонтах та із застосуванням методів вимушеного вилучення за допомогою різних реагентів;
- інтенсифікація геологорозвідувальних робіт на нафту та газ і особливо пошуково-розвідувального глибокого буріння, яке в останнє десятиріччя різко скоротилося.

За рахунок впровадження в життя цих та інших заходів планується в найближчі 4-5 років забезпечити щорічний приріст видобутку нафти на 0,4-0,6 млн т і газу на 2-3 млрд м³. Усі заходи передбачені відповідними галузевими і державними програмами на період до 2010 і більш далеку перспективу.
Перспективи реверсу газу
Станом на 2016 рік річні реверсні потужності вже дозволяють покрити річні потреби газу в Україні (21-28 млрд куб.м/рік). 96 млрд м3/рік - можлива потужність української ГТС у точках входу з Європи у 2016 р.
Актуальність створення ліквідної газової біржі в Україні станом на 2016 р.
Для газового ринку біржа означає наявність:
Стандартних угод для торгівлі природним газом (наприклад, за стандартами EFET)
Публічно доступного індексу ринкової ціни, як для біржової, так і для позабіржової (ОТС) торгівлі, що забезпечить надійні цінові сигнали для всіх учасників ринку
Стандартизованих продуктів для трейдингу. Ці продукти мають забезпечувати торгівлю в межах одного дня, спотову (на добу вперед) та ф’ючерсну торгівлю – а ціни по таких контрактах мають встановлюватися вільно
Учасників ринку, які забезпечують клірингові розрахунки

## Вугілля

Видобуток та імпорт вугілля у країнах Європи

Цей вид корисних копалин був, є і буде залишатися й надалі основним енергоносієм України, гарантом її відносної енергетичної незалежності. Україна володіє немалими підтвердженими запасами кам'яного вугілля і входить у першу п'ятірку країн світу (після Китаю, США, Індії та Росії) і в змозі довгий час не тільки задовольняти внутрішні потреби, але й підтримувати значний експортний потенціал.
У той же час у вугільній промисловості країни є багато проблем, при розв'язанні яких розвиток галузі був би досить високим. Це передусім складні гірничотехнічні умови більшості шахт: середня глибина розробки — 720 м, 20 % з наявних 160 шахт України (2008 р.) ведуть роботи на глибинах 1000—1400 м; малі потужності вугільних пластів — середня потужність пластів в Україні — 1 м, 85 % всіх запасів вугілля на Донбасі укладено в пласти потужністю до 1,2 м, круте їх залягання (35 % розроблюваних пластів); фактори небезпеки українських вугільних шахт: 90 % шахт небезпечні за метаном, 60 % — за вибухами вугільного пилу; 45 % — за раптовими викидами; 22 % — за самозайманням вугілля. У 2002 р. коефіцієнт травмування становив на 1 млн т 26,7 осіб, коефіцієнт смертельного травматизму — 3,3 осіб. Кількість професійних захворювань — 56 тис. осіб. Крім того, для шахтного фонду характерне застаріле обладнання (99 шахт Донбасу були введені в експлуатацію у довоєнні часи, 80 % шахт працюють без реконструкції більш як 20 років).
Різко погіршилась загальна ситуація у вугільній галузі в останні 10 років. Через скорочення асигнувань і дотацій з боку держави не виконується план будівництва нових шахт, здатних вести видобуток у сприятливіших гірничотехнічних умовах і з високою продуктивністю; скоротилися геологорозвідувальні роботи по підготовці до освоєння нових площ і ділянок; виробничі витрати майже 2/3 шахт перевищують установлені державою розрахункові ціни на вугілля, що робить його неконкурентоспроможним на світовому ринку (середня собівартість 1 т українського вугілля в 1998 р. оцінювалася в 54 дол. при середній ціні у світі 35 дол./т). За даними НДІ статистики Держкомстату України на видобуток 1 млн т вугілля в Україні впродовж року мали працювати 6000 шахтарів, у той час як у США цей показник — 300, у Польщі — 3000, а в Західній Європі — 1200 чоловік. Продуктивність праці шахтаря в 2001 р. становила 25,4 т/міс. (на 11,8 % вище 2000 р.).

## Уран
При наявності п'яти атомних електростанцій потужністю 11800 МВт (на 01.01.2000 р.), відіграє значну роль у забезпеченні країни електроенергією. Його частка у виробництві електроенергії, в порівнянні з іншими енергоносіями, постійно зростає. Так у 2000 р. АЕС виробили 45,1 % електроенергії (рис. 3, 4) і майже зрівнялась з часткою теплових електростанцій, в яких 19 млн кВт потужностей із 36 вимагають ремонту чи реконструкції.
Коефіцієнт корисної дії АЕС у 2,7 рази вищий, ніж на гідроелектростанціях і у 2,9 рази, ніж на теплових, а рентабельність роботи «Енергоатом» України в 2001 р. перевищує 100 %. Все сказане свідчить про те, що атомна енергетика в Україні займає провідні позиції і надійної альтернативи їй поки що немає.
Розвіданими запасами урану Україна забезпечена на багато десятиліть. Після того як буде остаточно вирішене питання з налагодженням власного виробництва тепловиділяючих елементів (ТВЕЛів), а рішення його знаходиться у практичній площині, Україна може бути незалежною від зовнішніх факторів у виробництві як мінімум половини річного обсягу електроенергії за рахунок АЕС.

## Паливно-енергетичні і сировинні глобальні проблеми
Використання паливно-енергетичних і сировинних ресурсів на сьогодні зростає значними темпами. На кожного жителя планети виробляється 2 кВт енергії, а для забезпечення загальновизнаних норм якості життя необхідно 10 кВт. Такий показник досягнутий лише у розвинених країнах світу. У зв'язку з цим нераціональне використання енергії у поєднанні зі зростанням народонаселення та нерівномірним розподілом паливно-енергетичних ресурсів різних країн та регіонів призводить до необхідності нарощення їх виробництва.
Проте енергетичні ресурси планети обмежені. При запланованих темпах розвитку ядерної енергетики сумарні запаси урану будуть вичерпані в перші десятиліття XXI ст. Проте, якщо витрати енергії будуть на рівні енергетики теплового бар'єру, то всі запаси невідновлюваних джерел енергії згорять у перші десятиліття. Тому з точки зору матеріально-речового змісту основними причинами загострення паливно-енергетичної та сировинної проблем є зростання масштабів залучення у виробничий процес природних ресурсів та їх обмежена кількість на планеті. 
Шляхи вирішення паливно-енергетичної та сировинної глобальних проблем. Основними шляхами вирішення паливно-енергетичної та сировинної проблем з точки зору матеріально-речового змісту суспільного способу виробництва є:
- зміна механізму ціноутворення на природні ресурси. Так, ціни на них у слаборозвинених державах диктують великі ТНК, які зосередили у своїх руках контроль на природними багатствами. За даними ЮНКТАД, від трьох до шести ТНК контролюють 80-85% світового ринку міді, 90-95% світового ринку залізної руди, 80% ринку бавовни, пшениці, кукурудзи, кави, какао інше;
- об'єднаним зусиллям розвинених держав протиставити стратегію об'єднання дій країн-експортерів паливно-енергетичних та паливних ресурсів. Ця стратегія повинна стосуватися об'єму добування всіх видів ресурсів, квот їх продажу на зовнішніх ринках інше;
- оскільки розвинені країни і ТНК намагаються здійснювати лише первинну обробку мінеральної сировини в країнах, що розвиваються, то останнім необхідно нарощувати випуск готової продукції, що дозволило б скоротити втрати під час обробки енергоресурсів;
- об'єднання зусиль всіх країн для вирішення глобальних проблем, значно збільшити витрати на усунення екологічної кризи за рахунок послаблення гонки озброєнь та скорочення воєнних витрат.
- використання комплексу економічних заходів управління якістю навколишнього середовища, в тому числі субсидій та дотацій на виготовлення екологічно чистої продукції, за виконання державних екологічних проектів інше.